# Maruja Ruiz Martos
Maruja Ruiz Martos   (Guadix, 21 de novembre de 1936) és una sindicalista i activista veïnal andalusa, resident a Barcelona.

## Biografia
Nascuda a Guadix, província de Granada; l'any 1949 va establir-se a Barcelona amb la seva mare, represaliada política del franquisme. Comunista i afiliada al PSUC, quan el 1976, l'empresa Motor Ibérica va acomiadar 1.800 treballadors -entre els que es trobava el seu marit, Nando Medialdea-, Maruja Ruiz va organitzar una protesta popular tancant-se a l'església de Sant Andreu de Palomar. 28 dies després, la policia va haver d'intervenir per desallotjar els manifestants.
Juntament amb altres activistes veïnals, ha lluitat durant anys per millorar els equipaments del districte de Nou Barris, on resideix. Segons va explicar en una entrevista, va formar part d'un grup que havia segrestat un autobús municipal per exigir a la companyia que es donés cobertura al barri de Torre Baró. També narrava com sabotejaven les grues que intentaven construir en els terrenys on ara s'aixeca el Casal de la Prosperitat.

## Homenatges
L'any 2011, l'Ajuntament de Barcelona va concedir-li la Medalla d'Honor de la ciutat, però Ruiz Martos va rebutjar-la perquè «ve d'un govern que està retallant en tot allò pel qual he lluitat i lluitaré» (CiU ocupava llavors els dos palaus de la Plaça Sant Jaume) havia dut a terme.
El març de 2023, Maruja Ruiz va ser una de les homenatjades pel consistori municipal (en mans dels Comuns) en la campanya Ciutat de Dones.